# Ad lange veje
Ad lange veje er en dokumentarfilm, der er instrueret af Jette Bang.

## Handling
En redegørelse for hvor langt man er nået i behandling af børnelammelsespatienter. Man følger to hårdt angrebne voksne fra den første tid på hospitalet til Landsforeningens klinik, hvor de sammen med andre poliopatienter, voksne og børn, trænes op til at klare sig selv.